# Renaissance World Tour
A Renaissance World Tour Beyoncé amerikai énekes-dalszerző kilencedik koncertturnéja volt. Az eddigi legnagyobb bevételt hozó turnéját hetedik stúdióalbumának, a Renaissance-nak (2022) a népszerűsítésére rendezték. A turné 56 koncertből állt, 2023. május 10-én kezdődött Stockholmban és 2023. október 1-jén ért véget a Missouri állambeli Kansas Cityben. Ez volt Beyoncé első turnéja a 2018-as On the Run II Tour óta, és ez volt a negyedik, kizárólag stadionokban zajló turnéja.
A koncertek két és fél és három óra között tartottak, és hat-hét felvonásra oszlottak, Beyoncé a Renaissance című albumának számait adta elő sorrendben, megszakítva dalokkal a teljes diszkográfiájából. A színpad egy óriási képernyőből állt, amelynek közepén egy nagy „portál” volt, és szobrok, robotkarok és ultraibolya technológia szerepelt rajta.
A Billboard Boxscore hivatalos adatai szerint a turné világszerte jegyeladási rekordokat döntött, és 2023-ban minden idők hetedik legnagyobb bevételt hozó koncertkörútja, minden idők legnagyobb bevételt hozó női turnéja, és minden idők legnagyobb bevételt hozó turnéja lett fekete előadó által. Emellett a két legmagasabb havi turnébevételt is elérte a történelemben, és az első helyen végzett a Top Tours Year End 2023 listáján. A koncerteket a kritikusok elismeréssel fogadták, különösen a produkciós értéket és Beyoncé énekesi teljesítményét dicsérték. A turné fellendítette a helyi és az országos gazdaságokat, és szociokulturális jelenség volt. A Renaissance: A Film by Beyoncé, amely a turné létrejöttének és lebonyolításának történetét mutatja be, 2023. december 1-jén került a mozikba.

## Háttér
A turnéra 2022. október 23-án tettek utalást először, amikor Beyoncé elárverezett egy jegyet egy meg nem nevezett koncertre. A Wearable Art gálán a WACO Theatre támogatására rendezett jótékonysági árverésen 50 000 dollárért kelt el. Tartalmazott két jegyet a koncertre, első osztályú repülőjegyet, három éjszakás szállodai tartózkodást és egy személyes backstage-túrát Beyoncé édesanyja vezetésével. Beyoncé 2023. február 1-jén jelentette be a turnét az Instagram-fiókján keresztül.
2023 márciusában a nyugat-sydney-i üzleti vezetők szorgalmazni kezdték, hogy az Accor Stadion élvezzen elsőbbséget az Allianz Stadionnal szemben egy új-dél-walesi Beyoncé-koncert alkalmával, mivel az Accor kétszer akkora közönségkapacitással rendelkezik; a jegyek iránti kereslet pedig minden bizonnyal magas lesz. Annak lehetősége, hogy az Allianz Stadion biztosítsa a Renaissance World Tour koncertjét, főleg arra késztette az új-dél-walesi kormányt, hogy megszüntesse az 57 éve fennálló tilalmat, amely szerint évente négynél több koncertet nem tarthatnak a stadionban. A tilalmat már 2023 októberében feloldhatják, hogy a helyszín 2024-ben vendégül láthassa Beyoncé-t. Az új-dél-walesi miniszterelnök szerint ez „további 1,3 milliárd dollárt” hozhat a helyi vállalkozásoknak. A koncertkorlát 1965 óta létezik a környékbeli lakosok zajra vonatkozó panaszai miatt, de most a kormány azt szorgalmazza, hogy évi 20 koncertre emeljék a korlátot.
2023 áprilisában Beyoncé kibérelt egy fedett arénát, a nanterre-i Paris La Défense Arénát, hogy próbákat tartson a turnéra. Alig egy hónappal a próbák előtt térdműtéten esett át, és a turné kezdete alatt rehabilitáción volt. Khirye Tyler és Dammo Farmer a turné zenei rendezői, Damien Smith a zenei produkció vezetője, Tiffany Moníque Ryan pedig a vokális rendező. Amorphous producer segédkezett a műsor zenei összeállításában, míg Emily Bear zeneszerző a turné zongoristája volt.

## Jegyeladás
A turné bejelentésével párhuzamosan azt is bejelentették, hogy az észak-amerikai szakaszra kezdetben nem lesz nyilvános árusítás, a kezdeti jegyértékesítés a Ticketmaster Verified Fan rendszerét használja. Ezenkívül a turné észak-amerikai szakaszának összes városát három különböző regisztrációs csoportra osztották, amelyek mindegyike különböző regisztrációs időszakot és árusítási időpontot kapott.
Jay Peters, a The Verge munkatársa megjegyezte, hogy a kereslet ilyen jellegű szétosztásával úgy tűnik, hogy a Ticketmaster megpróbálta megelőzni a Taylor Swift The Eras Tourjának 2022-es Ticketmaster-botrányhoz hasonló incidenst, amely alig három hónappal korábban történt, és amelyben a weboldal összeomlott a Verified Fan előértékesítés során. Peters megkérdőjelezte, hogy mennyire lesz hatékony a stratégia, mivel az emberek nem csak egy, hanem minden regisztrációs csoportba jelentkezhettek. A Swift koncertjegy-értékesítésének rossz kezelése és az emiatt kirobbant amerikai szenátusi vizsgálatok fényében, a szenátus igazságügyi bizottsága hivatalos Twitter-fiókjáról azt tweetelte: „Figyelünk, @Ticketmaster”, utalva a Renaissance World Tour jegyértékesítésére.
Ennek fényében a Ticketmaster új irányelveket vezetett be, hogy megpróbálja leküzdeni a koncertlátogatókat érintő nehézségeket, és „kevésbé zsúfolt jegyvásárlási élményt teremtsen a rajongók számára”. A regisztráció nem garantál jegyet. Ehelyett egy „sorsolásszerű folyamat” befolyásolja, hogy ki kerül fel a várólistára, és ki kap egyedi belépőkódot a Verified Fanként való regisztráció után. Az európai piacokon vásárolt jegyeket a Ticketmasteren sem lehet az eredeti árnál drágábban továbbértékesíteni.

## Gyártás

### Színpadkép és fénytechnika
A turnét négy év alatt tervezték meg, és három egyforma színpadot gyártottak a showhoz, az egyiket egy városban építették fel, míg a másik kettő a következő célállomásokon épült fel. A tervezési folyamat tizennyolc hónapig tartott, és az Es Devlin Studio és a Stufish Entertainment Architects, valamint Beyoncé és kreatív csapata, a Parkwood irányította. A produkció két különálló színpadból áll, amelyeket egy széles rámpa köt össze: az A színpad egy kör alakú mélyedéssel rendelkezik, közepén egy óriási, sík képernyő található; míg a B színpad egy körkörös szerkezetben helyezkedik el az úgynevezett „Club Renaissance” VIP-szekció körül, a rámpa meghosszabbításával, amely az elrendezés sugaraként funkcionál. Ezen kívül monumentális szobrok és fémtartályok, mű-lovak, robotkarok, pirotechnika és ultraibolya technológia is helyet kapott. Beyoncét hörghuruttal kezelték, és szinte folyamatos arcüreggyulladása volt a színpadon a különböző füsthatások túlzott belélegzése miatt.

### Ruhatervezés
Beyoncé többször is átöltözött a show alatt, Shiona Turini stylist irányításával. A ruhatárban szerepelt egy ezüst gyöngyös Alexander McQueen catsuit, egy fehér Anrealage ruha, amely UV-fény alatt többszínű mesterművé változott, egy egyedi, ezüstszínű Courrèges bodysuit, markáns, kör alakú kivágással, egy gyöngyökkel díszített Balmain-body, kalap és napszemüveg, egy fémes tollas ruha a Coperni jóvoltából, egy színes hálós miniruha David Koma-tól, egy gyöngyházfényű Loewe-body és egy méhjelmez Thierry Mugler-től. A további kiegészítőket és ékszereket a Tiffany & Co. készítette. A tervezői darabok gyűjteménye mellett a MYKITA napszemüvegek is részei a showban bemutatott változatos összeállításoknak.
Beyoncé a turné során 148 jelmezt viselt, amelyek közül sok a helyi tervezők előtt tisztelgett a turné minden állomásán, köztük Jacquemus Marseille-ben, Robert Wun és Stella McCartney Londonban, Iris van Herpen Amszterdamban, és egy Antonio Lopez által inspirált Fendi-design Barcelonában. A június 18-i amszterdami show-n Beyoncé úgy ünnepelte a Juneteenth ünnepét, hogy kizárólag fekete tervezők ruháit viselte, köztük a Feben, Maximilian Davis a Ferragamo, Olivier Rousteing a Balmain, Ib Kamara az Off-White, LaQuan Smith és saját Ivy Park kollekcióját.

## Koncert-összefoglalás
A műsor időtartama két és fél és három óra között mozog. Hat különböző felvonásra tagolódik, amelyekben Beyoncé a Renaissance című album legtöbb dalát adja elő az album sorrendjében, megszakítva a teljes katalógusából származó dalokkal. Ahogy a közönség belép a stadionba, a képernyőn az SMPTE színsávok által ihletett kép látható, további sávokkal, amelyek összességében a Szivárványzászlót jelképezik.
A nyitófelvonást maga Beyoncé adja elő, amelyben R&B balladákat énekel diszkográfiájának korábbi darabjaiból. A képernyőn rózsaszín felhők jelennek meg, miközben egy zavaros feliratú tábla képe emelkedik fel, és egy Giorgione „Alvó Vénusz” című festményéhez hasonló pózban lévő Beyoncé képét formázza. Az énekesnő felemelkedik a nagyszínpadra, hogy előadja a Dangerously in Love 2-t, és üdvözli a közönséget. A Flaws and All és az 1+1 követi a sort, mielőtt Rose Royce I’m Going Down című dalának feldolgozását hallhatnánk. A felvonás az I Care előadásával zárul.

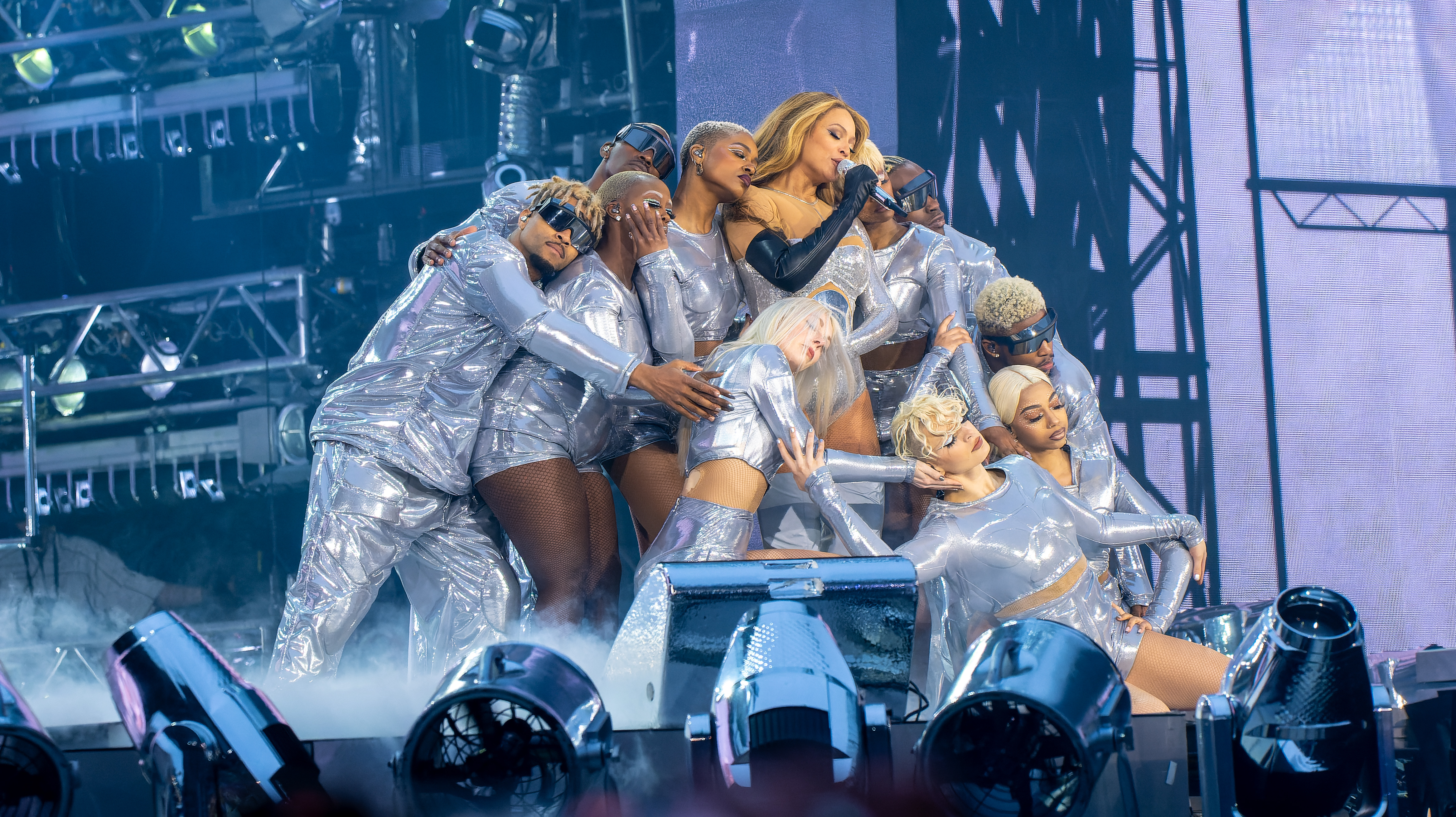
Beyoncé az I’m That Girl előadása közben

A következő felvonást, a Renaissance-t egy videós bejátszás jelzi, amely Fritz Lang 1927-es Metropolis című sci-fi filmjére emlékeztető maximalista montázst mutat intergalaktikus utazásokról és robotgépekről.. A műsornak ezt a robottémájú szegmensét a legendás kommentátor, Kevin Jz Prodigy szóbeli betétei váltják fel, a bálkultúra előtti tisztelgésként. Miközben a hang megkérdezi, hogy a közönség „készen áll-e a szolgálatra” és „készen áll-e a küzdelemre”, Beyoncé előadja a Renaissance első számát, az I’m That Girl-t. Beyoncé ezután a Cozy című számot adja elő, két mechanikus karral, amelyek ezüst kereteket tartanak, és tánc közben interakcióba lépnek vele. Ezután előadja az Alien Superstar-t, a Sweet Dreams elemeivel, majd a Lift Off következik. A francia Les Twins táncduó a 7/11-re ad elő egy breaket.
A Motherboard party-témájú felvonása a Cuff It című számmal és annak remixével kezdődik a kupolán belül. A kör alakú másodlagos színpadra érve Beyoncé és táncosai ezután az Energy-t adják elő. A közönség részt vesz egy rajongók által létrehozott kihívásban, amelyben néhány másodpercre el kell hallgatniuk, amikor Beyoncé a „nézz körül, mindenki néma” szöveget énekli; minden turnéállomáson versenyeznek, hogy ki marad a legtöbb ideig csendben. Egy hatalmas, felfújható diszkó ló kelléket gurítanak ki a kupolából a színpadra a Break My Soul című számra készülve, Beyoncé és a táncosok a B-színpad köré vonulnak.

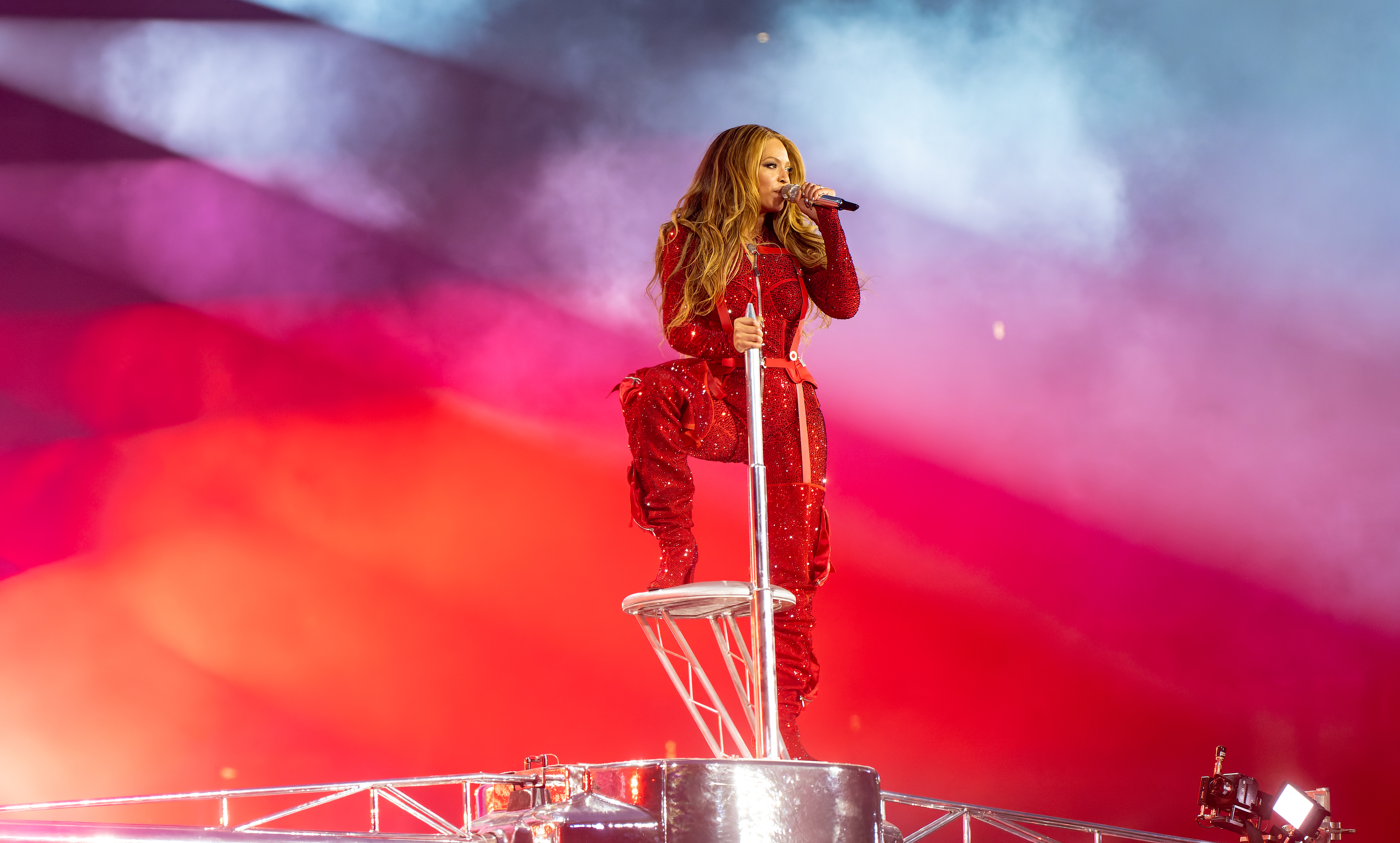
Beyoncé az ezüst harckocsin

A következő felvonás, az Opulence katonai témájú. Ez a rész a Formationnel kezdődik, amelyet a Diva követ, utalva a rapper Lil Uzi Vert TikTok-on népszerű táncára, majd a Run the World (Girls) következik a B-színpad rámpáján. Ezután előadja a My Power-t, majd elhagyja a színpadot, hogy aztán egy ezüst harckocsi tetején újra megjelenjen, és előadja a Black Parade-t. A kocsin maradva előadja a Savage (Remix)-t és a Partitiont, majd a harckocsi lehajt a színpadról, lezárva a szegmenst. A 2023. május 26-i, párizsi koncerttől kezdve Blue Ivy csatlakozott Beyoncéhoz a színpadon, hogy előadják a My Power és a Black Parade koreográfiáját.
A templomi témájú Anointed szakaszt megnyitó intermezzo után, Beyoncé teljesen fehér köntösben lép ki a kupolából, amelyet ultraibolya fénnyel megvilágítva egy színes, ólomüvegre emlékeztető mintázat tárul fel, majd a Church Girl, a Get Me Bodied és a Before I Let Go előadásához leveszi. A Rather Die Young című dalhoz háttérénekesek és táncosok jelennek meg a színpadon. Beyoncé elkezdi előadni a Love on Top-ot, az utolsó két kulcsváltást a cappella énekli a közönséggel együtt, mielőtt beleszámol a Crazy in Love-ba, amely alatt a táncosok fehér pólóba és farmerbe öltöznek, felidézve Beyoncé öltözékét a klipből.

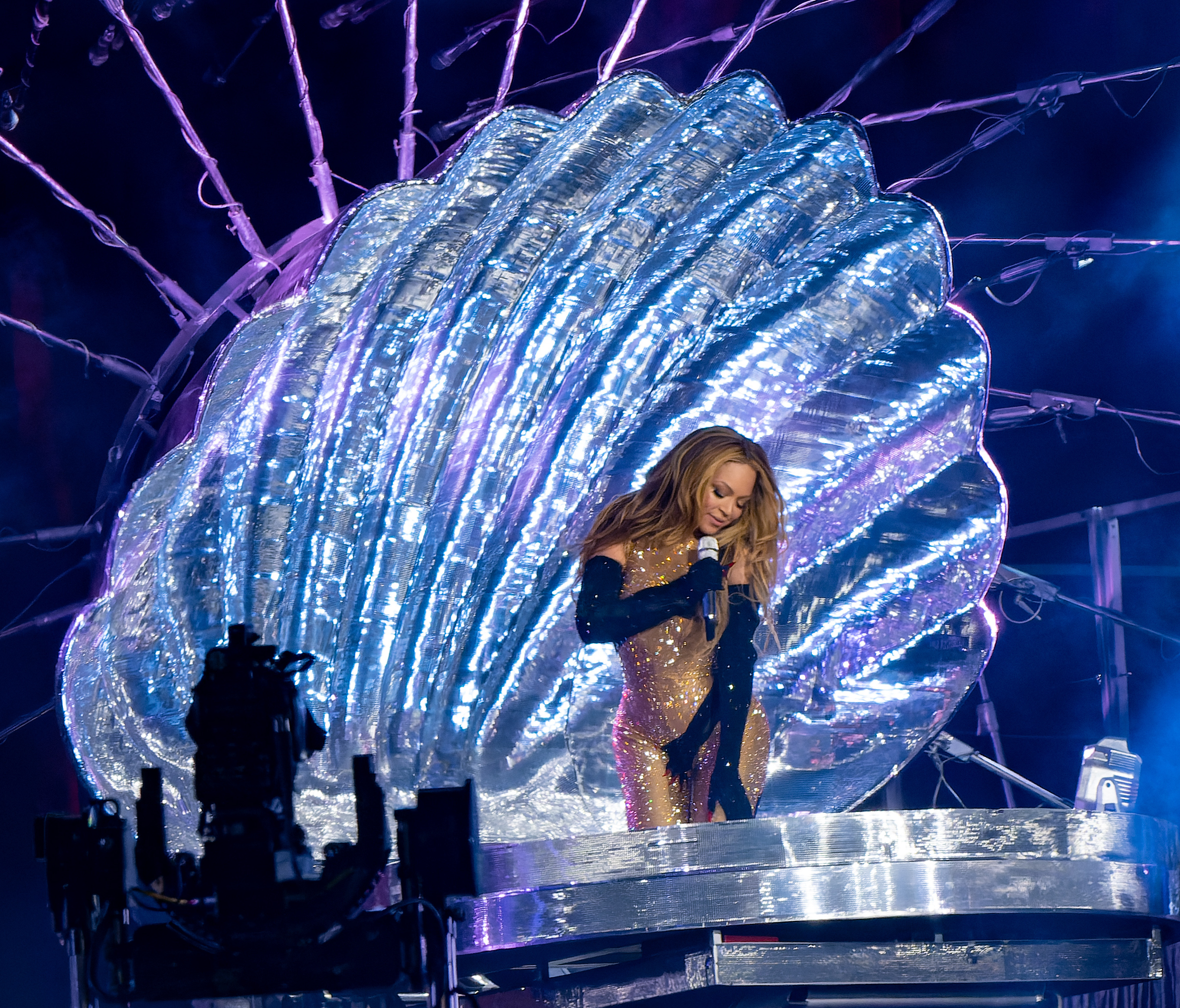
Beyoncé egy kagylóhéjban a Virgo’s Groove című számot adja elő

Miután háttérvokalistái, a Pure Honey előadják Diana Ross Love Hangover című dalát, Beyoncé visszatér, hogy egy tenger alatti témájú felvonást adjon elő. Ebben a részben egy túlméretezett diszkógömböt láthatunk a tömeg fölé függesztve. Beyoncé egy Botticelli „Vénusz születése” című festményére emlékeztető kagylóhéj belsejében jelenik meg, egy káprázatos, Loewe-bodysuitban. Előadja a Plastic off the Sofa-t és a Virgo’s Groove és a Naughty Girl egy mash-upját, amely során Beyoncé több R&B dalából is beiktat részleteket, többek között a Say My Name-ből és a Dance for You-ból. A Move című számot a B-színpadon adja elő koreográfiával, táncosai mellett. A Heated alatt a robotkarok visszatérnek, Beyoncé mikrofonokkal körbeállva legyezi magát. Az előadást pirotechnikai hatások kísérik. Számos koncerten Beyoncé végigfut a kifutón a B-színpadig, miközben a dal outróját énekli. Ezután elhagyja a színpadot, miközben a Les Twins egy táncos produkciót ad elő az Already-re.
Beyoncé bizonyos koncerteken előadta a Memories Run Through My Wires elnevezésű felvonást, egy különleges provokatív témájú szekciót. Ez a Thique, az All Up in Your Mind és a Drunk in Love című dalokból áll. A Thique előadáshoz egy hatalmas felfújható mell kellék és egy vízszintes fémkorlátok mentén előadott tánc társul, amely egy Toxic hangmintát tartalmaz, Britney Spears tiszteletére. Az All up in Your Mind előadásban széktáncot láthatunk, a Drunk in Love előadás pedig tűzijátékot és csábító rúdtáncot tartalmaz, és azzal zárul, hogy Beyoncét egy motorizált szerkezeten a B-színpad fölé emelik, emlékeztetve a január 21-én korábban Dubajban tartott, felkapott előadására. Ezt a felvonást Stockholmban (május 10.), Atlantában (augusztus 14.), Inglewoodban (szeptember 1., 2. és 4.), Houstonban (szeptember 23. és 24.), New Orleansban (szeptember 27.) és Kansas Cityben (október 1.) adták elő.
Az utolsó előtti felvonás egy híradót parodizál, és a címe Mind Control. Beyoncé egy méheket idéző haute couture jelmezben jelenik meg, egy íróasztallal, amely a KNTY 4 NEWS nevű fiktív híradóállomást ábrázolja, hogy az America Has a Problem című számmal kezdje a szegmenst. Beyoncé ezután a Pure/Honey-t adja elő, amely a Blow elemeit tartalmazza, miközben egy szelfikamerát tart a kezében. Az előadás után, amikor kilép a színpadról, táncosai megérkeznek, hogy a dal egy hosszabb outro-jára, Kevin Jz Prodigy előre felvett kommentárjával, táncmozdulatokat mutassanak be egymást felváltva, miközben a többiek szurkolnak. Minden egyes időpontban (néhány kivételtől eltekintve) Kevin bejelenti az egyes kategóriákat, amelyeket Beyoncé tánccsapatának egy-egy tagja ad elő, nevezetesen Carlos Irizarry (Old Way), Aliya Janell (Shake That Ass), Aahkilah Cornelius (Sex Siren), Darius Hickman (Soft and Cunt Performance), Amari Marshall (Body), Jonte (Face + Structure), Nerita McFarlane (Runway) és Honey Balenciaga (Vogue Fem).

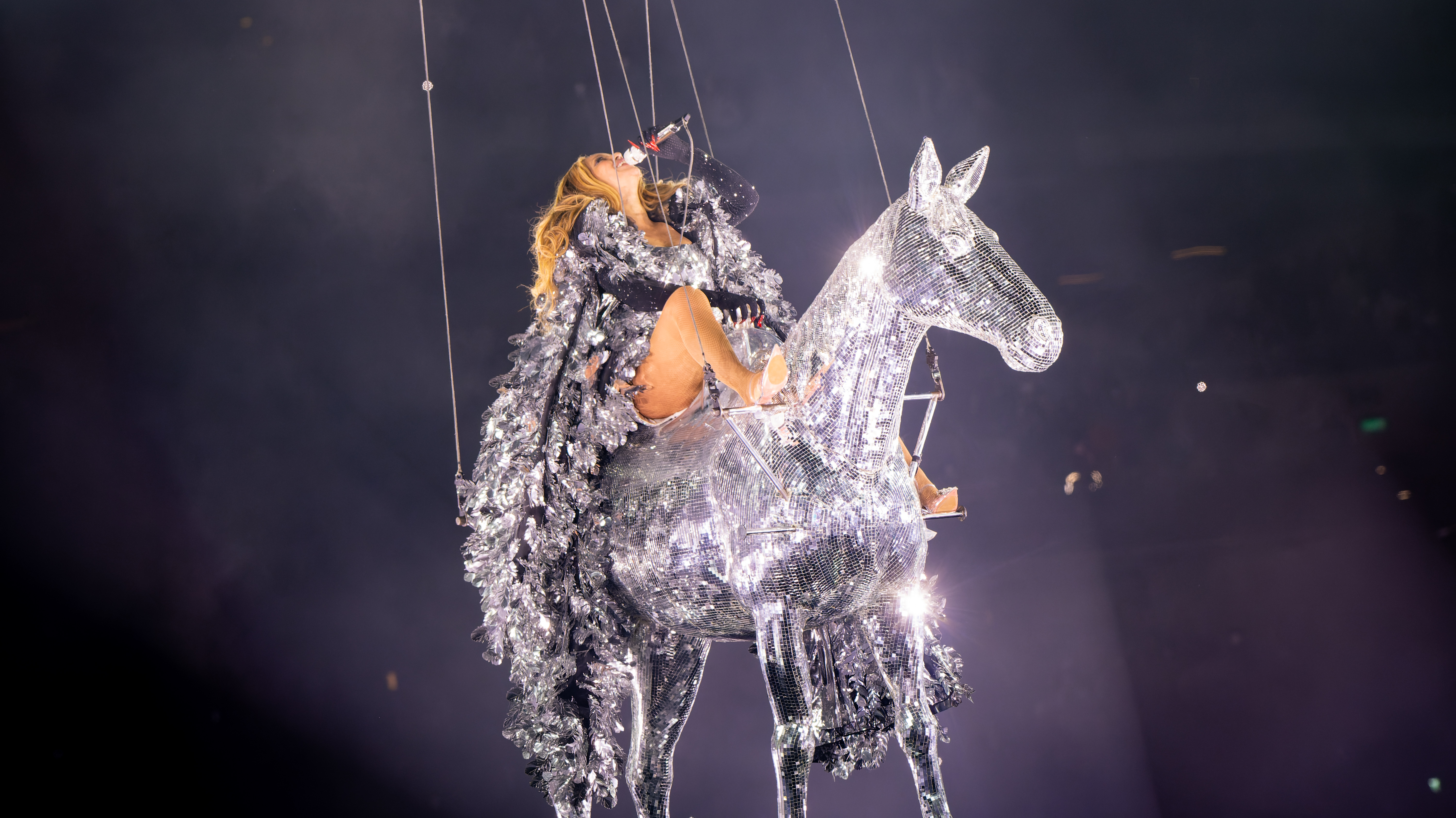
Beyoncé egy kristály ló tetején a ráadásban a Summer Renaissance című számot adja elő

Beyoncé egy fényes, életnagyságú lovon tetején ülve, csillogó ezüstruhában tér vissza, hogy Ráadásként előadja a Summer Renaissance-t. A lovat a tömeg fölé emelik, és győzelmi körként körbe-körbe repíti Beyoncét, miközben ezüst konfettit szórnak a stadionba. Ezután köszönetet mond a közönségnek, és elhagyja a színpadot, miközben a képernyőn édesanyja, Tina és nagybátyja, Johnny fotója látható, akik a Renaissance album fekete, queer hangzásvilágának egyik fő inspirálói voltak.

## Kereskedelmi teljesítmény
A Renaissance World Tour világszerte jegyeladási rekordokat döntött. A Bloomberg szerint a turné megdöntheti a zenetörténet legnagyobb turnéjának rekordját, és már most a történelem legnagyobb bevételt hozó női előadói turnéja, valamint a történelem legnagyobb bevételt hozó fekete előadói turnéja. A Forbes becslése szerint a turné akár 2,4 milliárd dolláros bevételt is hozhat, a Rolling Stone pedig „a közelmúlt egyik legkelendőbb koncertjeként” jellemezte a turnét. A The Root a turné iránti keresletet „durvának” és „példátlannak” minősítette a női művészek és a fekete művészek esetében.
A turné a májusi bevételi jelentések élén állt 154 millió dolláros „masszív” bruttó bevételével, Beyoncé az első nő, aki ezt négy év óta elérte. A Billboard Boxscore szerint a Renaissance World Tour július 8-30. között 11 koncert alatt 127,6 millió dollár bevételt termelt, ezzel a legnagyobb egyhavi összeget könyvelhette el magának, amióta a Boxscore adatai elérhetőek az 1980-as évektől kezdve. 2023 augusztusában a Renaissance World Tour 179,3 millió dollárt hozott, amivel a turnék legmagasabb egyhavi bevételét érte el, felváltva a korábbi rekordot.
A turné uralta az év végi Billboard Boxscore Top Tours listát, és a legmagasabb pozíciót szerezte meg. 570,5 millió dolláros bevételt termelt, és 55 koncerten keresztül 2,7 millió látogatót vonzott; ez lett minden idők hetedik legtöbb bevételt hozó koncertturnéja, és a Boxscore archívuma óta a legtöbb bevételt hozó női koncertturné, megdöntve Madonna Sticky & Sweet Tourjának korábbi rekordját. 2023. augusztus 31-éig a Live Nation Entertainment jelentése szerint a Renaissance World Tour 579 millió dolláros bevételt hozott, ezzel Beyoncé legnagyobb bevételt hozó turnéjává vált, megelőzve a korábbi The Formation World Tourt, amely mind az R&B előadók, mind a fekete női előadók között rekordtartó volt. Emellett a Renaissance World Tour volt a Live Nation 2023-as évének legjövedelmezőbb turnéja, és nagyban hozzájárult a rekordbevételükhöz.

### Előértékesítés
Az Egyesült Királyságban február 2-án, kizárólag az O2 ügyfeleinek szóló első elővásárlást „elsöprő” kereslet fogadta, és az O2 Priority weboldalának összeomlását okozta. Több mint 200 000 ember próbált jegyet vásárolni az egyik londoni időpontra, amelyből kevesebb mint 7000 volt elérhető. Miután a rajongók hangot adtak felháborodásuknak, és az „O2 Priority” trenddé vált a Twitteren, az O2 közleményben kért bocsánatot, amelyben elismerte a „hatalmas keresletet”, és megnyugtatta a rajongókat, hogy dolgoznak a probléma megoldásán.
A Live Nation által szervezett február 3-i elővásárlást követően több mint 3 millióan próbáltak jegyet szerezni az Egyesült Királyságban, Franciaországban, Svédországban és Lengyelországban megrendezésre kerülő koncertekre, ami miatt a Ticketmaster összeomlott. A második brit elővásárlási időpont első néhány percében több mint 400 000 ember állt be a virtuális sorba az egyik londoni koncertre, amely aztán több mint 800 000 emberre nőtt. Az edinburgh-i koncertre több mint 600 000 ember állt sorba a jegyekért. Franciaországban több mint 260 000 ember próbált jegyet vásárolni a párizsi koncertre.

### Általános értékesítés

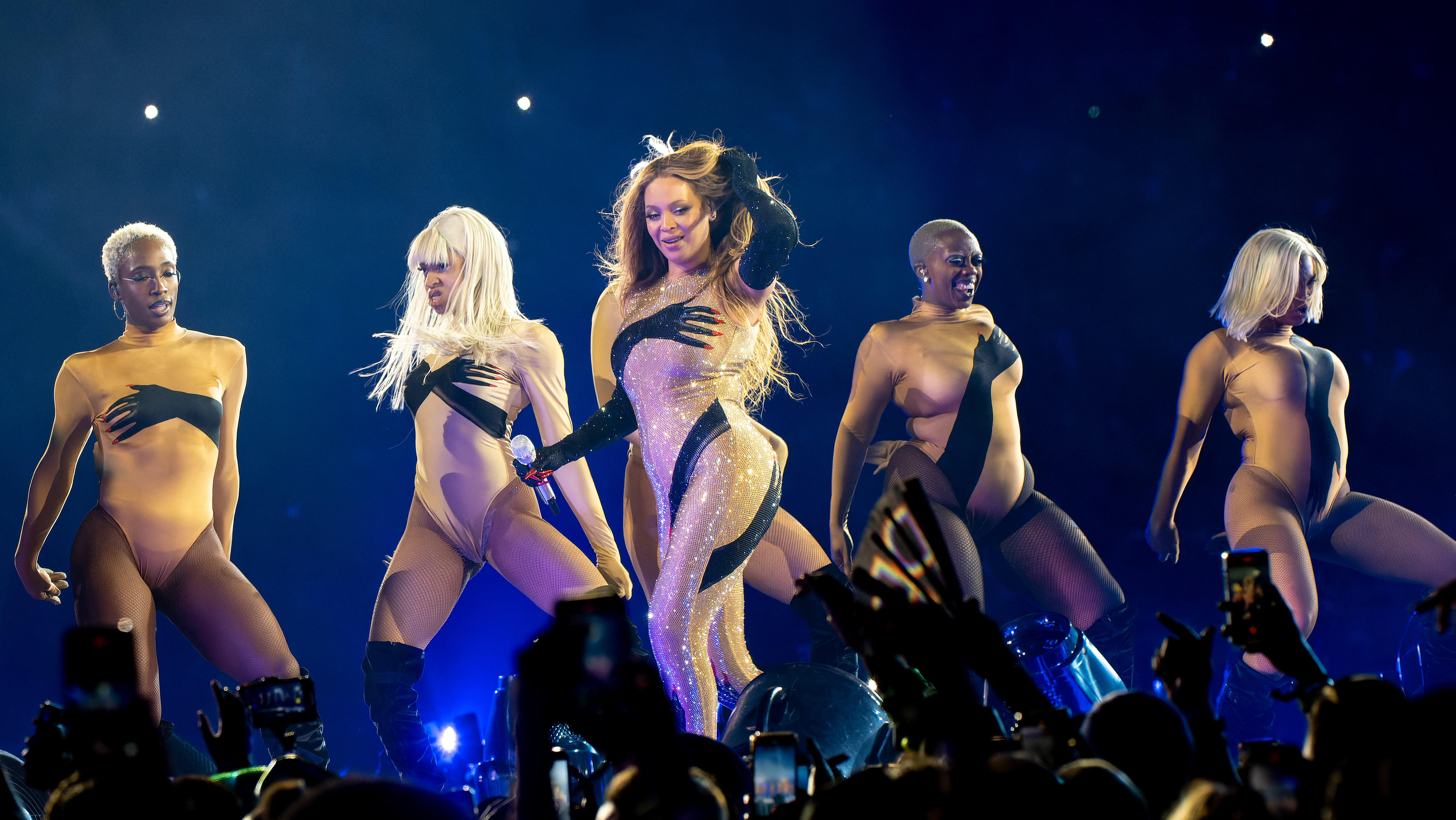
Beyoncé a Move című dalt adja elő ötnapos rezidenciája alatt a Tottenham Hotspur Stadionban

Az Egyesült Királyságban több millióan próbáltak jegyet szerezni az általános árusításkor, ami miatt a Ticketmaster oldala összeomlott a „hihetetlen” kereslet miatt. Miután a két londoni időpontra több mint 370 000 ember állt sorba, egy harmadik dátumot is bejelentettek a szervezők. A harmadik londoni időpontra félmillióan álltak sorba a jegyekért, ami egy negyedik időpont hozzáadásához vezetett. A negyedik időpontra újabb félmillió ember állt sorba, ami egy ötödik időpontot eredményezett.
Beyoncé párizsi és marseille-i koncertjeire percek alatt elfogytak a jegyek, a rajongók százezrei próbáltak jegyet venni, a Stade de France honlapja pedig összeomlott. Martin d'Argenlieu a Stade Vélodrome-tól azt mondta, hogy egy évtizede nem láttak ekkora keresletet. A nagy kereslet miatt további koncerteket hirdettek Amszterdamban, Stockholmban , és Varsóban, mivel az ezekben a városokban meghirdetett első koncertek iránt nagy volt a kereslet. A Financial Times arról számolt be, hogy a Danske Bank közgazdászai úgy vélik, hogy Beyoncé döntése, hogy világkörüli turnéját Stockholmban kezdi, a helyi szállodai árak megugrását eredményezte, ami a várakozásokat meghaladó inflációt eredményezett Svédországban, továbbá „elképesztőnek” nevezték ezt egyetlen eseményhez képest.
A Ticketmaster szerint a jegyek iránti kereslet több mint 800%-kal haladta meg a rendelkezésre álló jegyek számát Torontóban, Chicagóban, East Rutherfordban, Landoverben, Atlantában, Inglewoodban és Houstonban, amelyek mindegyikéhez következésképpen további koncerteket iktattak be. A Live Nation közölte, hogy az újonnan hozzáadott dátumok ellenére a rajongók többsége nem tud majd jegyet vásárolni: „A kereslet drasztikusan meghaladja a kínálatot”.

### Helyszínrekordok
| Dátum (2023)      | Helyszín                         | Város                           | Ország           | Leírás                                                                         | For.          |
| ----------------- | -------------------------------- | ------------------------------- | ---------------- | ------------------------------------------------------------------------------ | ------------- |
| Május 10 és 11    | Friends Arena                    | Stockholm                       | Svédország       | Az első női és fekete előadó, aki egy turnén két koncertet is teltházzal adott | [ 94 ]        |
| Május 14          | Baldvin király Stadion           | Brüsszel                        | Belgium          | A 21. század leglátogatottabb női koncertje a stadion történetében             | [ 95 ]        |
| Május 17          | Principality Stadion             | Cardiff                         | Wales            | A teltházas koncerten 52 756 ember vett részt                                  | [ 96 ]        |
| Május 20          | BT Murrayfield Stadion           | Edinburgh                       | Skócia           | A stadion történetének legnagyobb látogatottságú női szóló koncertje           | [ 97 ]        |
| Május 26          | Stade de France                  | Saint-Denis (Párizs)            | Franciaország    | A legtöbb fellépés szólóelőadóként (hat koncert a pályafutása során)           | [ 98 ]        |
| Május 29–Június 4 | Tottenham Hotspur Stadion        | London                          | Anglia           | Az első fellépő, aki egyetlen turnén öt teltházas koncertet adott              | [ 84 ]        |
| Május 29–Június 4 | Tottenham Hotspur Stadion        | London                          | Anglia           | Legnagyobb bevételi adat női, fekete vagy amerikai előadóművész által          | [ 60 ]        |
| Május 29–Június 4 | Tottenham Hotspur Stadion        | London                          | Anglia           | A stadion történetének legnagyobb bevételi eredménye                           | [ 60 ]        |
| Június 8          | Estadi Olímpic Lluís Companys    | Barcelona                       | Spanyolország    | A stadion történetének leglátogatottabb női koncertje                          | [ 99 ]        |
| Június 11         | Orange Vélodrome                 | Marseille                       | Franciaország    | A stadion történetének legnagyobb bevételi eredménye                           | [ 60 ] [ 69 ] |
| Június 17 és 18   | Johan Cruyff Arena               | Amszterdam                      | Hollandia        | A stadion történetének legnagyobb bevételi eredménye                           | [ 60 ] [ 69 ] |
| Június 27 és 28   | Nemzeti Stadion                  | Varsó                           | Lengyelország    | A stadion történetének legnagyobb bevételi eredménye                           | [ 60 ] [ 69 ] |
| Július 15         | Nissan Stadion                   | Nashville                       | Egyesült Államok | A stadion történetének legnagyobb bevételi eredménye                           | [ 60 ] [ 69 ] |
| Július 17         | L&N Federal Credit Union Stadion | Louisville                      | Egyesült Államok | A stadion történetének legnagyobb bevételi eredménye                           | [ 60 ] [ 69 ] |
| Július 26         | Ford Field                       | Detroit                         | Egyesült Államok | A stadion történetének legnagyobb bevételi eredménye                           | [ 60 ] [ 69 ] |
| Július 29 és 30   | MetLife Stadion                  | East Rutherford (New York City) | Egyesült Államok | A stadion történetének legnagyobb bevételi eredménye                           | [ 60 ] [ 69 ] |
| Augusztus 5 és 6  | FedExField                       | Landover (Washington, D.C.)     | Egyesült Államok | A stadion történetének legnagyobb bevételi eredménye                           | [ 60 ] [ 69 ] |
| Augusztus 9       | Bank of America Stadion          | Charlotte                       | Egyesült Államok | A stadion történetének legnagyobb bevételi eredménye                           | [ 100 ]       |
| Augusztus 9       | Bank of America Stadion          | Charlotte                       | Egyesült Államok | Az első női és fekete fellépő, aki egy koncert headlinere volt                 | [ 100 ]       |
| Augusztus 11–14   | Mercedes-Benz Stadion            | Atlanta                         | Egyesült Államok | A stadion történetének legnagyobb bevételi eredménye                           | [ 69 ]        |
| Szeptember 1–2, 4 | SoFi Stadion                     | Inglewood (Los Angeles)         | Egyesült Államok | A stadion történetének legnagyobb bevételi eredménye                           | [ 101 ]       |

## A kritikusok értékelései

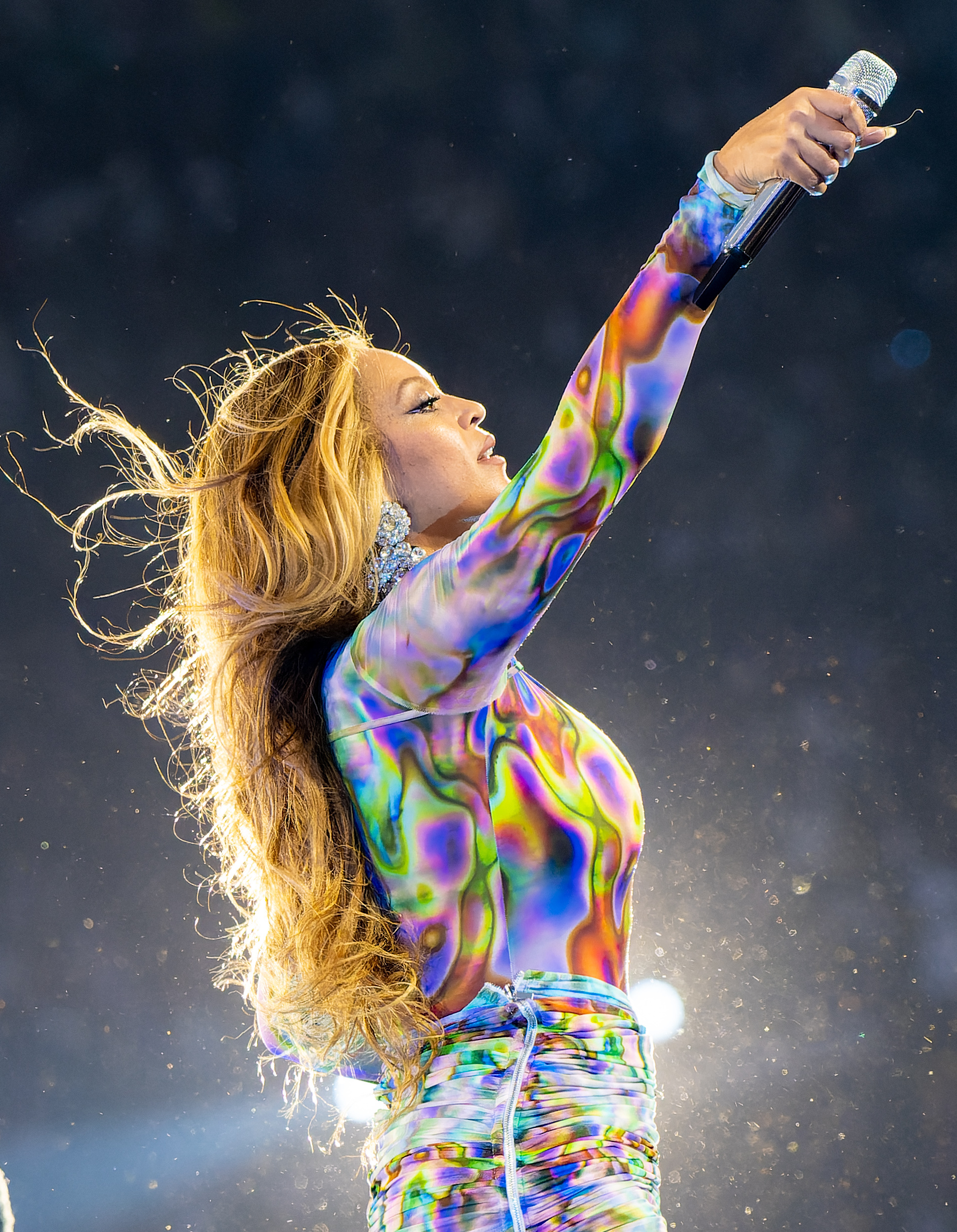
Beyoncét dicsérték a színpadi jelenlétéért és énekesi teljesítményéért

A turné elismerő kritikákat kapott a kritikusoktól, akik leginkább a show látványvilágát dicsérték. Az európai turné hosszát taglalva Malcolm Jack a The Guardian ötcsillagos kritikájában a turnét „a világ legnagyobb popshow-jának” nyilvánította, amely „a 21. századi élő szórakoztatást egy újabb pazar ugrással előrébb vitte”. Egy másik ötcsillagos kritikában David Pollock, a The Scotsman munkatársa „a 21. század eddigi legmeghatározóbb stadion-turnéjának” nevezte, amely felforgatja a zeneipar életét. Neil McCormick, a The Telegraph vezető zenekritikusa szintén 5 csillagból 5 csillagot adott a koncertnek, megjegyezve, hogy „rengeteg multimédiás rock extravaganciát és korszerű pop látványosságot láttunk már, de ez valami más volt: egy sci-fi stadion méretű szuperklub, az ismert univerzum legnagyobb diszkója”, miközben dicsérte Beyoncé „abszurd módon erőteljes éneklését”.
Kitty Empire „remekműnek” nyilvánította a turnét, és úgy jellemezte, mint egy „ütős, progresszív, LMBTQ+-elfogadó, afrofuturista extravaganciát”, amely arra ösztönzi a koncertlátogatókat, hogy örömtelinek és felszabadultnak érezzék magukat. Brittany Spanos a Rolling Stone-tól „kihagyhatatlan koncertnek” nevezte, dicsérve Beyoncé énekesi teljesítményét és a közönséggel való interakcióját. Az Evening Standard kritikájában Emma Loffhagen azt írta, hogy a turné „a 21. századi előadás-technológia határait feszegeti”, olyan újításokkal, mint az UV-érzékeny, színváltó ruha, a repülő flitteres ló és a robotkarok. A Refinery29 munkatársa, Alexis Jackson „a közelmúlt egyik leghihetetlenebb élő előadásaként” jellemezte a turnét, és dicsérte a „vizuálisan lenyűgöző” és „kidolgozott” színpadképet.
A turné első észak-amerikai állomását követően, Torontóban, a The New York Times a „kritikusok kedvencének” nevezte a műsort, Lindsay Zoladz pedig kiemelte „Beyoncé kitartását, mint világklasszis előadóművész”, és megjegyezte, hogy „ő az a ritka nagy popsztár, aki fontosnak tartja az élő énekesi képességeket”. Julianne Escobedo Shepherd a Pitchforktól a turnét „Beyoncé karrierjének legambiciózusabb” turnéjaként határozta meg, mint »a tánczene történetének és a fekete művészetnek egy egyedülálló reprezentációját, amely egy befogadóbb pop jövőt álmodik meg«, míg „a Renaissance turné legfontosabb tette az volt, hogy Beyoncé rajongóit tömegesen összehozta, olyan teret teremtve, amelyben az örömé a főszerep, és a résztvevők édes felszabadulást tapasztalhatnak. Erről szól a tánczene, annak dobogó szívében”.
André-Naquian Wheeler, a Vogue írója szerint Beyoncé „felforgatta a tipikus stadion-show modellt, és egy folyamatosan változó formátumot csinált belőle”, „soha nem látott magasságokba emelve”. Wheeler a show kinézetét is úgy elemzi, mint a „reneszánszát élő, báltermi ihletésű hangzásbeli és vizuális esztétika” kifejeződését, amely az énekesnő számára „a divatot mint médiumot használja arra, hogy csendben jelezze a kapcsolatot és a megbecsülést egy kultúra vagy közösség iránt”.

## Díjak
| Év   | Esemény                  | Díj                        | Jelölés tárgya         | Eredmény | For.    |
| ---- | ------------------------ | -------------------------- | ---------------------- | -------- | ------- |
| 2023 | Billboard Music Awards   | Legjobb R&B turnézó előadó | Beyoncé                | Elnyerte | [ 113 ] |
| 2023 | MTV Video Music Awards   | A nyár koncertje           | Renaissance World Tour | Jelölve  | [ 114 ] |
| 2024 | iHeartRadio Music Awards | Kedvenc turné stílus       | Renaissance World Tour | Jelölve  | [ 115 ] |
| 2024 | People’s Choice Awards   | Az év koncertkörútja       | Renaissance World Tour | Jelölve  | [ 116 ] |
| 2024 | Pollstar Awards          | Az év nagy koncertturnéja  | Renaissance World Tour | Jelölve  | [ 117 ] |
| 2024 | Pollstar Awards          | Az év R&B turnéja          | Renaissance World Tour | Elnyerte | [ 117 ] |
| 2024 | Pollstar Awards          | Az év pop turnéja          | Renaissance World Tour | Jelölve  | [ 117 ] |
| 2024 | Pollstar Awards          | Road Warrior of the Year   | Marty Hom              | Jelölve  | [ 117 ] |
| 2024 | Pollstar Awards          | Az év márkakapcsolata      | Lexus                  | Jelölve  | [ 117 ] |
| 2024 | Kids’ Choice Awards      | Az év kedvenc koncertjegye | Renaissance World Tour | Jelölve  | [ 118 ] |

## Film
2023. október 1-jén jelentették be a Renaissance: A Film by Beyoncé című koncertfilmet. A turné teljes időtartamának kiemelkedő pillanatait és a Renaissance album és a látványvilág kialakulásáról készült dokumentumfilmet egyaránt magába foglaló filmet először november 25-én mutatták be zártkörűen a Los Angeles-i Samuel Goldwyn Theatre-ben meghívott vendégek számára, majd november 30-án a Leicester Square Theater-ben mutatták be nyilvánosan. A mozikban világszerte december 1-jén került bemutatásra.

## Hatása
A Renaissance World Tour jelentős hatást gyakorolt, és a kritikusok kulturális jelenségként jellemezték. A Yahoo News cikkében Zayna Allen azt írta, hogy biztos, hogy „ez egy olyan turné, amely be fog vonulni a történelembe”. Vinciane Ngomsi, a Boardroom munkatársa pedig azt írta, hogy a turné „precedenst teremtett arra, hogyan kell olyan show-t produkálni, amelyre milliók hajlandóak nagy összegeket költeni”. A Grazia újságírója, Aaliyah Harry szerint a turné „egy kulturális mozgalom élére állt” az LMBTQ+ közösség támogatásával és felemelésével, valamint a divattrendek megteremtésével. A sydneyi Allianz Stadionban tartott koncertekre vonatkozó 30 éves korlátozást feloldották, miután Beyoncé bejelentette a turnét. Ez „stadionháborúhoz” vezetett, mivel az üzleti vezetők petíciót nyújtottak be a Venues NSW-nek, hogy helyette a nagyobb Accor Stadiont részesítsék előnyben, mint „a legjobb helyszínt Beyoncé fellépésének biztosítására”. Az Amazonon elkelt egy pohár, amelyet Beyoncé a turnén használt. Patrick Starr One/Size On 'Til Dawn Matte Waterproof Setting Spray nevű terméke elfogyott, miután Beyoncé a turnén használta.

### Gazdaság

A közgazdászok szerint a Renaissance World Tour körüli bevételek hozzájárultak az infláció növekedéséhez az Egyesült Királyságban és Svédországban

A BBC szerint a Renaissance World Tour „nagy gazdasági pillanatot jelez”, és fellendíti az országok gazdaságát a szakértők által „Beyoncé-effektusnak”, „Beyoncé bump”-nak, „Beyoncé blip”-nek és „Beyflációnak” nevezett jelenséggel. A turné a Beyoncé stockholmi koncertjei körüli többletkiadások miatt növelte az inflációt Svédországban. Michael Grahn, a Danske Bank vezető közgazdásza „nagyon ritka” és „egyetlen eseményhez képest elképesztő” jelenségnek nevezte a történteket, hozzátéve: „Ilyet még nem láttunk korábban”. Az Egyesült Királyságban a turné a fogyasztói árindex váratlan emelkedéséhez vezetett, ami miatt a Bank of England növelte az inflációt. A turné hozzájárult a szabadidős és kulturális kiadások 6,8 százalékos növekedéséhez, ami 30 éve a leggyorsabb növekedés, és a Nemzeti Statisztikai Hivatal szerint ez volt az infláció emelkedésének legnagyobb hajtóereje. A Morgan Stanley az amerikai infláció hasonló mértékű emelkedésére figyelmeztette ügyfeleit, Seth Carpenter globális vezető közgazdász szerint: „A Beyoncé-effektusnak meg kell óvnia minket attól, hogy túlságosan önelégültek legyünk”.
A turné fellendítette a meglátogatott városok helyi gazdaságát. A QuestionPro becslése szerint a turné 4,5 milliárd dollárnyi gazdasági tevékenységet generálhatott, ami hasonló a 2008-as pekingi nyári olimpia bevételéhez (3,6 milliárd dollár). Brett House, a Columbia Business School közgazdásza szerint a turné hozzájárult ahhoz, hogy a szokásos hirtelen leállás helyett a nyári gazdasági tevékenység „szelíd lehűlését” idézze elő az Egyesült Államokban. Tom Smith, az Emory University Goizueta Business School professzora a Renaissance World Tourt használta esettanulmányként a piacokra jelentős hatást gyakorló eseményekről szóló előadásaiban. A turné atlantai állomása további 10 millió dollár bevételt hozott a helyi vállalkozásoknak.
Stockholmban a turné koncertjei alatt a szállodaárak „az egekbe szöktek”, és a város turisztikai hivatala, a Visit Stockholm a „Beyonce-effektusnak” tulajdonította a magas turisztikai forgalmat és a szállodák majdnem teljes kihasználtságát. A Travelodge brit szállodalánc azt mondta, hogy a turné „rekordot döntő [pénzügyi] eredményt” hozott számukra, és a londoni szállodáik Beyoncé londoni tartózkodása alatt tele voltak. A Tottenham Hotspur Stadion környékén lévő szállodák több mint 90%-a hónapokkal előre le volt foglalva Beyoncé londoni koncertjeinek időpontjára, a sunderlandi szállodai szobák ára pedig csaknem 600%-kal emelkedett Beyoncé koncertjének napjára. Edinburgh-ban a szállodai szobák árai a koncert időpontjára ugrottak meg, a szállodai szobák ára több mint 360%-kal emelkedett, a foglaltság pedig elérte a 95,1%-ot. Cardiffban a szállodai szobák 95,7%-a foglalt volt Beyoncé koncertjének napjára.
A washingtoni metró 30 perccel meghosszabbította üzemidejét a koncert idejére. A vihar miatti késés után Beyoncé 100 000 dollárt fizetett a metrónak azért, hogy további egy órát tartson nyitva, fedezve ezzel a több vonat közlekedésének és mind a 98 állomás nyitva tartásának költségeit. Santa Clarában a VTA, a BART és a Caltrain is bejelentette, hogy növelik a vonatok számát és meghosszabbítják az üzemidőt Beyoncé koncertjei miatt a városban. A New Jersey-i koncertre különleges tranzitokat is szerveztek. Az Amtrak új programot indított, hogy segítse a koncertlátogatókat a turné amerikai állomásaira való eljutásban.

### Divat

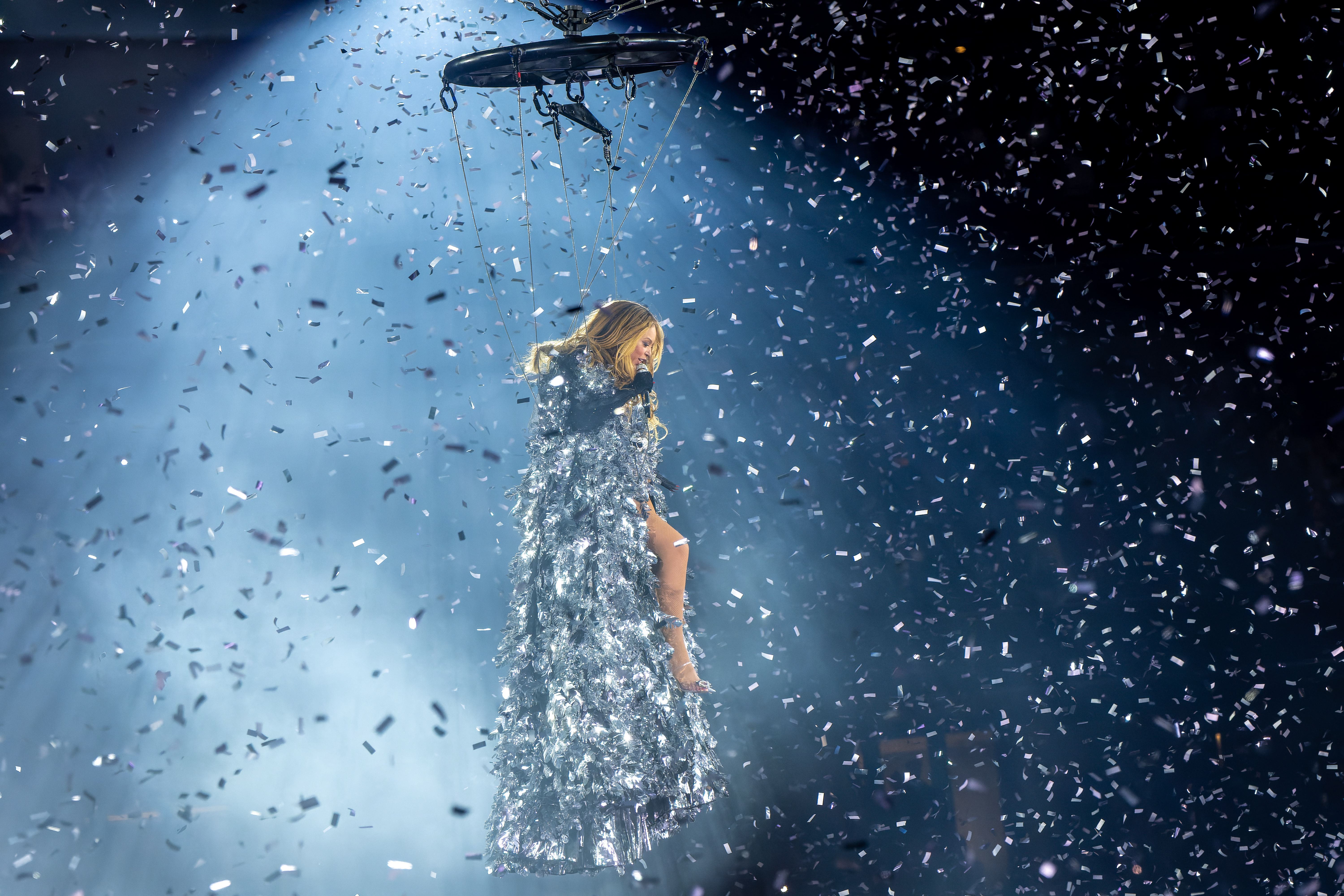
A Beyoncé ruhái által inspirált fémszínű ruhák iránti kereslet csaknem 700%-kal nőtt

A Boardroom szerint a turné jelentős hatással volt a divatra. A Women’s Wear Daily beszámolója szerint 187 millió dolláros „médiahatás-értéket” generált a számos márka számára, amelyeket az énekesnő a turné különböző állomásain viselt, többek között 7,7 millió dollárt az Alexander McQueen, 7,2 millió dollárt a Tiffany & Co., 5,6 millió dollárt a Balmain és 3,7 millió dollárt a Valentino számára. Lauren Cochrane, a The Guardian vezető divatszakírója úgy jellemezte Beyoncé koncertjeit, mint „az új tervezői kifutót”. David Koma tervező úgy fogalmazott, hogy „elképesztő reklám” és „csodálatos” volt egy ilyen „hihetetlen, kultúrát meghatározó esemény” részese lenni. Koma hozzátette: „A nézettség hihetetlen. A közösségi médiában történő említések, digitális és nyomtatott cikkek, szájról szájra terjedő hírek – azonnal megnőtt az érdeklődés”.
Beyoncé diszkó ihlette fémes színű turnéruhái az ezüstöt a 2023-as tavasz/nyár uralkodó divattrendjévé tették. A turné világszerte megnövelte az ezüst és a fémes ruhák iránti keresletet, a fogyasztói érdeklődés közel 700%-kal nőtt, az üzletek pedig megtöltötték készleteiket ezüst ruhákkal. A krómozott körmök és a fémes csizmák szintén a turnénak köszönhetően váltak divattrenddé. A Depop és a Poshmark közösségi kereskedelmi piacterek az ezüst ruhák iránti kereslet növekedéséről és a leírásban vagy a címben „Renaissance” feliratot tartalmazó cikkek eladásának 500%-os növekedéséről számoltak be. Naomi Campbell brit szupermodell a Renaissance World Tour által inspirált, fémes ruhákat tartalmazó kollekciót tervezett, mondván, hogy ez „már nem egy koncert”, hanem egy mozgalom. A kisvállalkozások is megugrottak az ezüst tárgyak eladásában, az Etsy 25%-os keresletnövekedésről számolt be.
A koncertlátogatók a koncert által inspirált fémes ruhadarabokból álló öltözékeket készítettek, a hírügynökségek pedig elemezték a jelenséget. A közszereplők is részt vettek a trendben, köztük Kamala Harris amerikai alelnök, Henrik herceg és Meghan sussexi hercegné, Diana Ross, Katy Perry és Kim Kardashian. Adele brit énekesnő elmondta, hogy hajnali 3-ig fennmaradt, hogy az Amazonon vásároljon fémes ruhákat a koncertre, míg Rosie O’Donnell amerikai komikus a rajongók segítségét kérte, hogy megfelelő ezüstszínű ruhákat találjon. A kiskereskedők a turné ruhái által inspirált ruhákat készítettek és hoztak forgalomba. A Flannels brit luxuskereskedő, amellyel Beyoncé együttműködött egy londoni áruház megnyitásában, azt mondta, hogy a kereslet növekedése „azonnali volt”, és az érdeklődés „hihetetlen lendülettel” tovább nőtt, több ezer közösségi média posztot, hosszú sorokat és elkelt termékeket említve.

### Elismerések
- A Renaissance World Tour Philadelphiába érkezése előtt Alex Holley, a Fox 29 hírcsatorna műsorvezetője azzal tisztelgett Beyoncé előtt, hogy híradós társaival együtt imitálta az America Has A Problem című előadását a televízióban.[169]
- Minneapolisban Jacob Frey polgármester július 20-át „Bey-nappá” nyilvánította. Tim Walz, Minnesota kormányzója szintén „Beyoncé-nappá” nyilvánította július 20-át az államban.[170]
- New Jersey kormányzója, Phil Murphy az East Rutherford-i fellépések tiszteletére „Queen Honey-Bey”-nek nevezte Beyoncét.[171]
- Wes Moore marylandi kormányzó augusztus 6-át „Beyoncé-nappá” nyilvánította.[172]
- A Georgia Own Credit Union Beyoncé nyitó atlantai show-ját az épület tábláján a „Welcome to BEY-T-L” üzenettel ünnepelte.[173] Atlanta városi tanácsa augusztus 11-ét „Beyoncé-nappá” nyilvánította.[174]
- A New York-i Circle Line Cruises teltházas rendezvényt tartott, amelynek során egy háromszintes sétahajó több száz rajongóval Beyoncé-témájú bulivá alakult át, ahol a résztvevők megtanulták a Renaissance World Tour koreográfiáját.[123]
- St. Louis polgármestere, Tishaura Jones augusztus 21-ét „Queen Bey napjává” nyilvánította.[175]
- A Las Vegas-i Illuminarium Experiences 2023. augusztus 25-én Beyoncé-témájú show-t rendezett.[176]
- Santa Clara átadta Beyoncé-nak a város kulcsát; a város polgármestere meghívta Beyoncé-t, hogy a Levi’s Stadionban adott koncertje előtt egy napra legyen a város tiszteletbeli polgármestere.[177]

## Filantróp tevékenység
A korábbi turnékhoz hasonlóan Beyoncé most is támogatja a városok közösségeit, ahol fellép. A turné során Beyoncé BeyGOOD Alapítványa 1000 kisvállalkozót támogat a háttérbe szorult közösségekből pályázati lehetőségekkel, ünnepi ebédekkel és a vállalkozói tevékenységet támogató forrásokkal. Beyoncé emellett 1 millió dollár értékű ösztöndíjat adományoz a turné során a városokban található főiskolák és egyetemek diákjainak.
Beyoncé 10 000 dollárt adományozott egy nigériai étteremnek Londonban, amelyet a Covid19-járvány miatt a bezárás veszélye fenyegetett. A hozzájárulást a Beyoncé által a turné során létrehozott alapítvány tette lehetővé. Ezt az alapot kifejezetten azért hozták létre, hogy segítse a gazdasági egyenlőtlenségek által érintett kisvállalkozásokat azokban a régiókban, ahol a fellépései zajlottak.
Beyoncé ismét együttműködött az amerikai Tiffany & Co. luxus ékszerházzal, hogy a Renaissance World Tour által inspirált, limitált kiadású Return to Tiffany x Beyoncé kollekciót adjanak ki. A kollekció eladásából származó teljes bevételt az ABOUT LOVE ösztöndíjprogramnak ajánlják fel, amely a Tiffany & Co., a BeyGOOD és a Shawn Carter Alapítvány közötti partnerség, és amely a történelmileg fekete főiskolák és egyetemek művészeti és kreatív területeken tanuló diákjait támogatja.

## Dallista
Ez a setlist a 2023. május 10-én, Stockholmban előadott nyitókoncert dallistája.
Nyitófelvonás
"The Signboard" videó bevezető
1. Dangerously in Love 2
2. Flaws and All (az Adventures in the Land of Music elemeivel)
3. 1+1 / I’m Goin' Down
4. I Care

Act I – Renaissance
"Opera Intro"  és "Loop the Sample" videós bejátszás (Az Energy és a Where U At? elemeivel)
1. I’m That Girl (az Apeshit elemeivel)
2. Cozy (a Get With U (Riot Mix) elemeivel)
3. Alien Superstar (a Sweet Dreams elemeivel)
4. Lift Off (a What is Time elemeivel)

7/11 (Les Twins dance break)
Act II – Motherboard
"Motherboard" videós bejátszás
1. Cuff It / Cuff It (Wetter Remix) (Az A Night to Remember és a Love You Down elemeivel)
2. Energy
3. Break My Soul / Break My Soul (The Queens Remix) (a Shake Your Body (Down to the Ground), a Follow Me és a Wanna Be Startin’ Somethin' elemeivel)

Act III – Opulence
"Opulence" videós bejátszás (a No Angel, a Jack Your Body és a Let No Man Put Asunder elemeivel)
1. Formation
2. Diva (a Countdown és a Just Wanna Rock elemeivel)
3. Run the World (Girls)
4. My Power (a Tanzania, az Alright és a Pusherman elemeivel)
5. Black Parade
6. Savage (Remix) (a Yoncé és a Still Tippin’ elemeivel)
7. Partition

Act IV – Anointed
"Anointed" videós bejátszás (a Yoncé, a To Mend a Broken Heart és a Family Feud elemeivel)
1. Church Girl (az Ego, a Party és a Pass the Courvoisier, Part II elemeivel)
2. Get Me Bodied
3. Before I Let Go (a Freakum Dress elemeivel)
4. Rather Die Young
5. Love On Top (az I Want You Back elemeivel)
6. Crazy in Love

"Band Jam" instrumental outro (Work It Out, Green Light, és Freedom)
Act V – Anointed Pt. II
Love Hangover (háttérénekesek előadása)
1. Plastic Off the Sofa
2. Virgo’s Groove / Naughty Girl (a Be With You, a Rocket, a Cater 2 U, a Signs, a Speechless, a Say My Name, és a Dance for You elemeivel)
3. Move (a Move Ya Body és a Free Mind elemeivel)
4. Heated (a Pussy on Fire és az Into You elemeivel)

Already (Les Twins dance break
Act VI – Memories Run Through My Wires
"Memories Run Through My Wires" videós bejátszás (a Kitty Kat, a Kitty Klap (MikeQ Remix), a ***Flawless, a Virgo’s Groove, a Find Your Way Back, a Nuclear, az End of Time, és a Heard About Us elemeivel)
1. Thique (A Toxic elemeivel)
2. All Up in Your Mind
3. Drunk in Love

Act VII – Mind Control
"Mind Control" videós bejátszás (a Ghost, a Haunted, a Bootylicious, A Jumpin’, Jumpin’, és a Single Ladies (Put a Ring on It) elemeivel)
1. America Has a Problem
2. Pure/Honey (a Blow elemeivel)

Ballroom dance break
1. Summer Renaissance / Summer Renaissance (Remix) (a Mystery of Love elemeivel)

## A turné állomásai
| Dátum (2023)  | Város           | Ország           | Helyszín                         | Látogatottság                | Bevétel      |
| ------------- | --------------- | ---------------- | -------------------------------- | ---------------------------- | ------------ |
| Május 10      | Stockholm       | Svédország       | Friends Arena                    | 90 169 / 90 169              | $9 802 155   |
| Május 11      | Stockholm       | Svédország       | Friends Arena                    | 90 169 / 90 169              | $9 802 155   |
| Május 14      | Brüsszel        | Belgium          | Baldvin király Stadion           | 53 062 / 53 062              | $6 529 627   |
| Május 17      | Cardiff         | Wales            | Principality Stadion             | 52 756 / 52 756              | $6 967 662   |
| Május 20      | Edinburgh       | Skócia           | BT Murrayfield Stadion           | 55 834 / 55 834              | $7 872 596   |
| Május 23      | Sunderland      | Anglia           | Stadium of Light                 | 44 790 / 44 790              | $6 217 446   |
| Május 26      | Saint-Denis     | Franciaország    | Stade de France                  | 68 624 / 68 624              | $9 402 605   |
| Május 29      | London          | Anglia           | Tottenham Hotspur Stadion        | 240 330 / 240 330            | $38 986 169  |
| Május 30      | London          | Anglia           | Tottenham Hotspur Stadion        | 240 330 / 240 330            | $38 986 169  |
| Június 1      | London          | Anglia           | Tottenham Hotspur Stadion        | 240 330 / 240 330            | $38 986 169  |
| Június 3      | London          | Anglia           | Tottenham Hotspur Stadion        | 240 330 / 240 330            | $38 986 169  |
| Június 4      | London          | Anglia           | Tottenham Hotspur Stadion        | 240 330 / 240 330            | $38 986 169  |
| Június 8      | Barcelona       | Spanyolország    | Estadi Olímpic Lluís Companys    | 52 889 / 52 889              | $6 694 569   |
| Június 11     | Marseille       | Franciaország    | Orange Vélodrome                 | 56 352 / 56 352              | $7 070 570   |
| Június 15     | Köln            | Németország      | RheinEnergieStadion              | 41 166 / 41 166              | $5 437 729   |
| Június 17     | Amszterdam      | Hollandia        | Johan Cruyff Arena               | 97 657 / 97 657              | $12 817 577  |
| Június 18     | Amszterdam      | Hollandia        | Johan Cruyff Arena               | 97 657 / 97 657              | $12 817 577  |
| Június 21     | Hamburg         | Németország      | Volksparkstadion                 | 43 335 / 43 335              | $5 757 020   |
| Június 24     | Frankfurt       | Németország      | Deutsche Bank Park               | 42 280 / 42 280              | $5 852 675   |
| Június 27     | Varsó           | Lengyelország    | Nemzeti Stadion                  | 108 141 / 108 141            | $12 378 058  |
| Június 28     | Varsó           | Lengyelország    | Nemzeti Stadion                  | 108 141 / 108 141            | $12 378 058  |
| Július 8      | Toronto         | Kanada           | Rogers Centre                    | 76 577 / 76 577              | $18 340 330  |
| Július 9      | Toronto         | Kanada           | Rogers Centre                    | 76 577 / 76 577              | $18 340 330  |
| Július 12     | Philadelphia    | Egyesült Államok | Lincoln Financial Field          | 52 181 / 52 181              | $11 976 831  |
| Július 15     | Nashville       | Egyesült Államok | Nissan Stadion                   | 44 742 / 44 742              | $9 412 176   |
| Július 17     | Louisville      | Egyesült Államok | L&N Federal Credit Union Stadion | 41 818 / 41 818              | $6 450 896   |
| Július 20     | Minneapolis     | Egyesült Államok | Huntington Bank Stadion          | 39 415 / 39 415              | $8 217 178   |
| Július 22     | Chicago         | Egyesült Államok | Soldier Field                    | 97 686 / 97 686              | $30 115 863  |
| Július 23     | Chicago         | Egyesült Államok | Soldier Field                    | 97 686 / 97 686              | $30 115 863  |
| Július 26     | Detroit         | Egyesült Államok | Ford Field                       | 44 554 / 44 554              | $9 963 756   |
| Július 29     | East Rutherford | Egyesült Államok | MetLife Stadion                  | 106 056 / 106 056            | $33 082 997  |
| Július 30     | East Rutherford | Egyesült Államok | MetLife Stadion                  | 106 056 / 106 056            | $33 082 997  |
| Augusztus 1   | Foxborough      | Egyesült Államok | Gillette Stadion                 | 49 740 / 49 740              | $13 801 160  |
| Augusztus 5   | Landover        | Egyesült Államok | FedExField                       | 97 909 / 97 909              | $29 392 299  |
| Augusztus 6   | Landover        | Egyesült Államok | FedExField                       | 97 909 / 97 909              | $29 392 299  |
| Augusztus 9   | Charlotte       | Egyesült Államok | Bank of America Stadion          | 53 612 / 53 612              | $12 227 012  |
| Augusztus 11  | Atlanta         | Egyesült Államok | Mercedes-Benz Stadion            | 156 317 / 156 317            | $39 849 890  |
| Augusztus 12  | Atlanta         | Egyesült Államok | Mercedes-Benz Stadion            | 156 317 / 156 317            | $39 849 890  |
| Augusztus 14  | Atlanta         | Egyesült Államok | Mercedes-Benz Stadion            | 156 317 / 156 317            | $39 849 890  |
| Augusztus 16  | Tampa           | Egyesült Államok | Raymond James Stadion            | 55 408 / 55 408              | $13 158 166  |
| Augusztus 18  | Miami Gardens   | Egyesült Államok | Hard Rock Stadion                | 47 487 / 47 487              | $14 362 704  |
| Augusztus 21  | St. Louis       | Egyesült Államok | The Dome at America’s Center     | 45 836 / 45 836              | $7 064 451   |
| Augusztus 24  | Glendale        | Egyesült Államok | State Farm Stadion               | 54 705 / 54 705              | $8 226 165   |
| Augusztus 26  | Paradise        | Egyesült Államok | Allegiant Stadion                | 86 465 / 86 465              | $25 784 512  |
| Augusztus 27  | Paradise        | Egyesült Államok | Allegiant Stadion                | 86 465 / 86 465              | $25 784 512  |
| Augusztus 30  | Santa Clara     | Egyesült Államok | Levi’s Stadion                   | 49 613 / 49 613              | $15 402 846  |
| Szeptember 1  | Inglewood       | Egyesült Államok | SoFi Stadion                     | 155 567 / 155 567            | $45 540 402  |
| Szeptember 2  | Inglewood       | Egyesült Államok | SoFi Stadion                     | 155 567 / 155 567            | $45 540 402  |
| Szeptember 4  | Inglewood       | Egyesült Államok | SoFi Stadion                     | 155 567 / 155 567            | $45 540 402  |
| Szeptember 11 | Vancouver       | Kanada           | BC Place                         | 38 342 / 38 342              | $7 923 348   |
| Szeptember 14 | Seattle         | Egyesült Államok | Lumen Field                      | 56 763 / 56 763              | $12 459 518  |
| Szeptember 21 | Arlington       | Egyesült Államok | AT&T Stadion                     | 52 953 / 52 953              | $13 849 491  |
| Szeptember 23 | Houston         | Egyesült Államok | NRG Stadion                      | 123 308 / 123 308            | $31 332 332  |
| Szeptember 24 | Houston         | Egyesült Államok | NRG Stadion                      | 123 308 / 123 308            | $31 332 332  |
| Szeptember 27 | New Orleans     | Egyesült Államok | Caesars Superdome                | 49 265 / 49 265              | $10 802 708  |
| Október 1     | Kansas City     | Egyesült Államok | GEHA Field at Arrowhead Stadion  | 53 150 / 53 150              | $9 290 057   |
| Totál         | Totál           | Totál            | Totál                            | 2 776 853 / 2 776 853 (100%) | $579 879 268 |

## Törölt koncertek
| Dátum (2023) | Város      | Ország           | Helyszín         | Ok                                  | For.    |
| ------------ | ---------- | ---------------- | ---------------- | ----------------------------------- | ------- |
| Augusztus 3  | Pittsburgh | Egyesült Államok | Acrisure Stadion | Logisztikai és produkciós problémák | [ 188 ] |

## Nyitó DJ-k
Bár a turnét nem hirdették meg hivatalos előzenekarral, a különböző városokban időnként vendég DJ-k léptek fel a show kezdete előtt. A válogatást a turné kreatív igazgatója, Andrew Makadsi állította össze, és a tánczenei és queer éjszakai élet szereplői közül kerültek ki. A nyitó meglepetésvendégek között szerepelt többek között:
- Nia Archives (Május 25, London)
- Shygirl (Június 4, London)
- Arca (Június 8, Barcelona)
- LSDXOXO (Június 21, Hamburg és Június 23, Frankfurt)
- Ace Dillinger (Július 8, Toronto)
- Karim Olen Ash (Július 9, Toronto)
- KIA (Július 12, Philadelphia)
- Tory Stilleto (Július 15, Nashville)
- Dee Digs (Július 20, Minneapolis)
- Ariel Zetina (Július 22, Chicago)
- Shaun J. Wright (Július 23, Chicago)
- Mike Servito (Július 26, Detroit)
- DJ MikeQ (Július 29, East Rutherford)
- Sekucci and Sterling Juan Diaz (Július 30, East Rutherford)
- DJ br0nz3_g0dd3ss (Augusztus 1, Foxborough)
- Byrell the Great (Augusztus 5, Landover)
- Shane Thomas (Augusztus 9, Charlotte)
- The Carry Nation (Augusztus 11, Atlanta)
- Leonce (Augusztus 12, Atlanta)
- Ash Lauryn (Augusztus 14, Atlanta)
- DJ GAY-Z (Augusztus 18, Miami Gardens)
- Rush Davis (Augusztus 21, St. Louis)
- Memphy (Augusztus 24, Glendale)
- MEZ (Augusztus 26 és 27, Paradise)
- Shaun Ross (Augusztus 30, Santa Clara)
- DJ Khaled (Szeptember 1 és 2, Inglewood)
- Kaytranada (Szeptember 4, Inglewood)
- UNIIQU3 (Szeptember 11, Vancouver)
- Chris Cruse (Szeptember 14, Seattle)
- Sex Shop Boys (Szeptember 21, Arlington)
- River Moon and Goth Jafar (Szeptember 23, Houston)
- Mister Wallace (Szeptember 24, Houston)
- Dangerous Rose (Szeptember 27, New Orleans)
- Andrew Makadsi (October 1, Kansas City)

## Lásd még
- A legjövedelmezőbb turnék listája
- A legjövedelmezőbb női turnék listája

## Fordítás
Ez a szócikk részben vagy egészben  a   Renaissance World Tour című angol Wikipédia-szócikk fordításán alapul.  Az eredeti cikk szerkesztőit annak laptörténete sorolja fel. Ez a jelzés csupán a megfogalmazás eredetét és a szerzői jogokat jelzi, nem szolgál a cikkben szereplő információk forrásmegjelöléseként.